# Velten
Velten – miasto w Niemczech w kraju związkowym Brandenburgia, w powiecie Oberhavel. Leży na północ od Berlina. Według danych z 31 grudnia 2008 r. miasto zamieszkiwało 11 858 osób.